# Francisco Pérez González
Francisco Pérez González (Frandovínez, 13 de enero de 1947) es un arzobispo católico español. Es arzobispo emérito de Pamplona y Tudela.

## Biografía

### Familia
Francisco nació el 13 de enero de 1947 en el municipio español de Frandovínez, Burgos, en el seno de una familia de escasos recursos. Sus padres vivían en Amurrio. Su padre trabajaba en la Renfe realizando labores relacionadas con la construcción de las estructuras de los vagones de tren, mientras que su madre vendía quesos. Antes de su nacimiento, sus padres emigraron a Frandovínez junto con su hija, la hermana mayor de Francisco. Posteriormente nació otra niña, que ingresó como Hija de la Caridad, y que tiene residencia en Burgos.

### Formación
En 1958, ingresó al Seminario Menor de Burgos, donde estudió Humanidades, Filosofía y Teología. Posteriormente, pasaría a estudiar al Seminario Mayor de Burgos hasta 1970, cuando fue enviado a estudiar en la Universidad Pontificia de Santo Tomás de Aquino, donde obtuvo el bachillerato en Teología en 1973.
Tras realizar estudios en la Universidad Pontificia Comillas, obtuvo la licenciatura en Teología dogmática.
En 1989, consiguió un diplomado en Orientación Psicológica y relaciones humanas, por el Instituto de Ciencias de la Educación de Barcelona.

### Sacerdocio
Su ordenación sacerdotal fue el 21 de julio de 1973, en Trento (Italia); incardinándose en la archidiócesis de Burgos. Deseaba ir de misión a Zaire, pero, diez días antes de la fecha prevista, una enfermedad que ya estaba latente se lo impidió.
- Vicario parroquial de Salas de los Infantes (1973-1976).
- Vicario parroquial de Virgen de la Candelaria, en Madrid (1979-1981).

En 1981, se incardinó en la archidiócesis de Madrid.
- Vicario-regente parroquial de La Encarnación del Señor (1982-1986).
- Formador y director espiritual del Seminario Conciliar de Madrid; del Seminario Diocesano de Getafe y del Colegio Sacerdotal Castrense Juan Pablo II de Madrid (1986-1995).[7]
- Responsable del Diaconado Permanente diocesano.
- Miembro del Comité del Diaconado Permanente de la Conferencia Episcopal Española.

## Episcopado

### Obispo de Osma-Soria
El 16 de diciembre de 1995, el papa Juan Pablo II lo nombró obispo de Osma-Soria. Fue consagrado el 6 de enero de 1996, en la Basílica de San Pedro, a manos del mismo papa. Tomó posesión canónica el 11 de febrero siguiente, durante una ceremonia en la concatedral de Soria.
En 1997, la diócesis de Osma-Soria organizó una edición de Las Edades del Hombre, que ese año llevaban como lema La Ciudad de los seis pisos.
En la Conferencia Episcopal Española ha sido miembro de las Comisiones Episcopales del Clero, siendo miembro del Comité del Diaconado Permanente, y de Seminarios y Universidades entre 1996 y 1999.
El 12 de febrero de 2001, la Conferencia Episcopal lo designa director nacional de Obras Misionales Pontificias, cargo que desempeñó hasta 2011.

### Arzobispo castrense de España
El 30 de octubre de 2003, fue nombrado arzobispo castrense de España. Al día siguiente, le fue concedido el rango de general de división, por Real Decreto 1369/2003. Tomó posesión canónica el 11 de diciembre siguiente.
De 1999 a 2011 fue miembro de la Comisión Episcopal de Misiones y Cooperación con las Iglesias, volviendo a ser miembro en 2014 hasta 2017.
En 2006, el arzobispo-canciller Antonio María Rouco Varela, lo nombró director de la recién creada Cátedra de Misionología, de la Facultad de Teología de la Universidad Eclesiástica San Dámaso.

### Arzobispo de Pamplona y Tudela
El 31 de julio de 2007, el papa Benedicto XVI lo nombró arzobispo de Pamplona y obispo de Tudela. Tomó posesión canónica el 30 de septiembre del mismo año, durante una ceremonia en la Catedral de Pamplona.  El 29 de junio de 2008, en una ceremonia en la Basílica de San Pedro, recibió la imposición del palio arzobispal de manos del papa Benedicto XVI.
Fue miembro del Comité Ejecutivo desde marzo de 2011, hasta marzo de 2014. En la CEE es presidente de la Comisión Episcopal para las Misiones y Cooperación con las Iglesias, desde marzo de 2020. Fue presidente de la Comisión Episcopal de Misiones y Cooperación entre las Iglesias, desde marzo de 2017. Es además miembro de la Comisión Permanente.
En 2022, presentó su renuncia como lo establece el Código de Derecho Canónico.
El 12 de febrero de 2022, el papa Francisco lo nombró administrador apostólico sede vacante de San Sebastián. Mantuvo este cargo hasta el 17 de diciembre del mismo año.
El 9 de noviembre de 2023, el papa Francisco aceptó su renuncia como arzobispo de Pamplona y Tudela, nombrado a su sucesor al mismo tiempo. Permaneció como administrador apostólico sede vacante hasta el 27 de enero de 2024. A partir de entonces, Francisco Pérez tiene previsto retirarse a Málaga.
Desde enero de 2024 es miembro de la Comisión Episcopal para las Misiones y la Cooperación con las Iglesias.